# Łew Hankewycz
Łew Hankewycz (ukr. Лев Ганкевич, pol. Lew Hankiewicz; ur. 1 czerwca 1881 w Podwołoczyskach, zm. 14 grudnia 1962 w Nowym Jorku) – ukraiński działacz polityczny, adwokat. Działacz Ukraińskiej Partii Socjal-Demokratycznej w Galicji, później w II Rzeczypospolitej (w latach 1930–1934 wiceprzewodniczący Komitetu Centralnego tej partii).
Dziennikarz i współredaktor ukraińskiego pisma „Wpered” w latach 1918-1922.
W okresie I wojny światowej członek Związku Wyzwolenia Ukrainy, w latach 1918–1919 wiceprzewodniczący Ukraińskiej Rady Narodowej, był obrońcą Ukraińców w procesach politycznych (m.in. w procesie Bronisława Pierackiego w 1935). Działacz Towarzystwa Naukowego im. Tarasa Szewczenki we Lwowie, po II wojnie światowej na emigracji w USA.

## Literatura
- Ryszard Torzecki, Kwestia ukraińska w Polsce w latach 1923-1929, Kraków 1989, ISBN 83-08-01977-3.
- „Енциклопедія українознавства”, tom 1, s. 354, Lwów 2000, ISBN 5-7707-4048-5.